# Durward Street

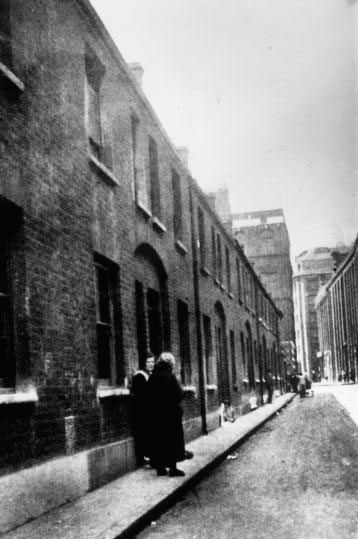
Die Durward Street auf einer älteren Aufnahme. Das einzige Gebäude, das noch heute erhalten ist, ist links hinten teilweise zu sehen.

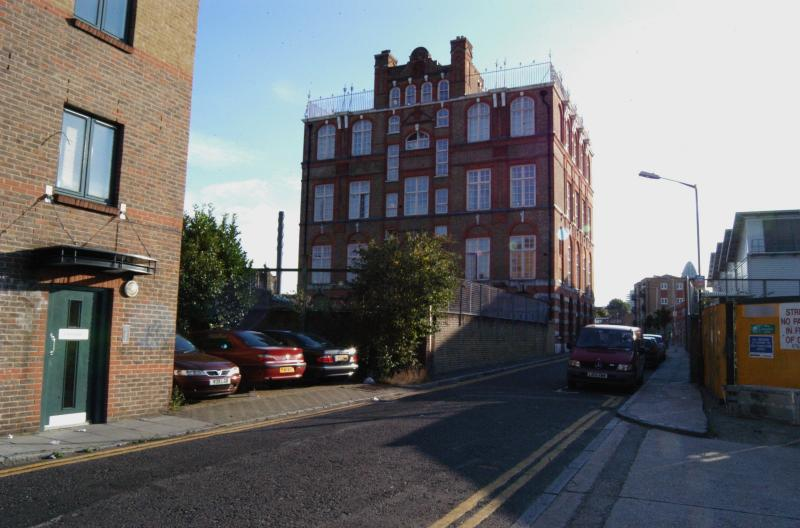
Die Durward Street heute. Das Gebäude, das im obigen Bild nur teilweise zu sehen ist, steht nun frei. An der von dem Gebäude abgehenden Ziegelsteinmauer wurde der Leichnam von Polly Nichols gefunden

Durward Street ist eine Straße im Londoner Stadtteil Whitechapel, die auch unter ihrem früheren Namen Buck’s Row bekannt ist. Die direkt gegenüber dem Bahnhof Whitechapel liegende Straße erstreckt sich auf ca. 320 Meter zwischen der Vallance Road und Brady Street.
Am 31. August 1888 wurde in Buck’s Row auf dem Bürgersteig die Leiche von Polly Nichols gefunden, die als erstes Opfer der mutmaßlichen Mordserie durch Jack the Ripper gilt. Durch die Mordserie erhielt die Straße so viel ungewollte Berühmtheit, dass sie noch im selben Jahr in Durward Street umbenannt wurde.
Vom ursprünglichen Aussehen von Buck’s Row sind noch ein Schulhaus sowie die von diesem Gebäude abgehende Mauer, an der die Leiche von Polly Nichols gefunden wurde, erhalten.